# 최고 무게 가군
리 대수의 표현론에서 최고 무게 가군(最高무게加群, 영어: highest weight module)은 리 대수의 표현 가운데 모든 양근으로 소멸되는 어떤 벡터로 생성되는 성질을 갖는 것이다. 반단순 리 대수의 모든 유한 차원 기약 표현은 최고 무게 가군이며, 이에 대응하는 최고 무게는 정수 우세 무게이다.

## 정의
다음이 주어졌다고 하자.
- 복소수체 위의 유한 차원 반단순 리 대수 {\displaystyle {\mathfrak {g}}}
- 카르탕 부분 대수 {\displaystyle {\mathfrak {h}}\subseteq {\mathfrak {g}}}. 이에 따라 근계 {\displaystyle \Delta ({\mathfrak {g}},{\mathfrak {h}})\subseteq {\mathfrak {h}}^{\vee }}를 정의할 수 있다.
- {\displaystyle {\mathfrak {h}}}의 무게 {\displaystyle \lambda \in {\mathfrak {h}}^{\vee }}.
- {\displaystyle ({\mathfrak {g}},{\mathfrak {h}})}에 대한 양근 집합 {\displaystyle \Delta ^{+}({\mathfrak {g}},{\mathfrak {h}})\subseteq \Delta ({\mathfrak {g}},{\mathfrak {h}})\subseteq {\mathfrak {h}}^{\vee }}. 이에 따라, {\displaystyle {\mathfrak {h}}^{\vee }} 위에 부분 순서 {\displaystyle \lambda \leq \mu \iff \forall \alpha \in \Delta ^{+}({\mathfrak {g}},{\mathfrak {h}})\colon 0\leq \langle \alpha |\mu -\lambda \rangle }를 줄 수 있다.

{\displaystyle {\mathfrak {g}}}의 표현 {\displaystyle _{\operatorname {U} ({\mathfrak {g}})}V}에 대하여, 만약 다음 두 조건이 성립하는 벡터 {\displaystyle v\in V}가 존재한다면,  {\displaystyle V}를 최고 무게 가군이라고 한다.
1. 모든 양근 {\displaystyle \lambda \in \Delta ^{+}({\mathfrak {g}},{\mathfrak {h}})\subseteq {\mathfrak {h}}^{\vee }} 및 {\displaystyle v\in V}에 대하여, {\displaystyle \lambda ^{\vee }\cdot v=0}
2. {\displaystyle V={\mathfrak {g}}v}이다.

## 성질
최고 무게 가군 {\displaystyle V}의 무게의 집합
{\displaystyle \{\lambda \in {\mathfrak {h}}^{\vee }\colon V_{\lambda }\neq 0\}}
{\displaystyle V_{\lambda }=\{v\in V\colon \forall h\in {\mathfrak {h}}\colon (\lambda (h)-h)v=0\}}
을 생각하자. 이 경우, {\displaystyle V}의 무게들의 부분 순서 집합은 항상 유일한 최대 원소를 가지며, 이를 {\displaystyle V}의 최고 무게(영어: highest weight)라고 한다. 만약 {\displaystyle V}가 유한 차원이라면, 이는 항상 정수 무게이자 우세 무게이다.
복소수체 위의 유한 차원 반단순 리 대수 {\displaystyle {\mathfrak {g}}}와 그 카르탕 부분 대수 {\displaystyle {\mathfrak {h}}\subseteq {\mathfrak {g}}} 및 양근의 집합 {\displaystyle \Delta ^{+}({\mathfrak {g}},{\mathfrak {h}})}가 주어졌다고 하자. 최고 무게 정리(영어: theorem of the highest weight)에 따르면, 다음이 성립한다.
- {\displaystyle {\mathfrak {g}}}의 모든 유한 차원 기약 표현은 (위 데이터에 대한) 최고 무게 가군이다.
- {\displaystyle {\mathfrak {g}}}의 두 유한 차원 최고 무게 가군 가운데, 같은 최고 무게를 갖는 것은 서로 동형이다.
- 임의의 정수 우세 무게에 대하여 이를 최고 무게로 갖는 유한 차원 최고 무게 가군이 존재한다.

이에 따라, {\displaystyle {\mathfrak {g}}}의 카르탕 부분 대수 {\displaystyle {\mathfrak {h}}} 및 양근 {\displaystyle \operatorname {S} ({\mathfrak {g}},{\mathfrak {h}})\subseteq {\mathfrak {h}}^{*}}를 골랐을 때, 다음 두 집합 사이에는 표준적인 일대일 대응이 존재한다.
- {\displaystyle {\mathfrak {g}}}의 유한 차원 기약 표현들의 동형류들의 집합
- {\displaystyle ({\mathfrak {g}},{\mathfrak {h}},\operatorname {S} ({\mathfrak {g}},{\mathfrak {h}}))}에 대한 정수 우세 무게 {\displaystyle \lambda }

## 예

### An
단순 리 대수 {\displaystyle {\mathfrak {a}}_{n}={\mathfrak {sl}}(n+1)}의 카르탕 부분 대수는 {\displaystyle n}차원이며, 따라서 총 {\displaystyle n}개의 기본 무게들을 갖는다. 이 경우, 우세 무게
{\displaystyle (k_{1},k_{2},\dots ,k_{n})\qquad (k_{i}\in \mathbb {N} )}
에 대응하는 영 타블로는 길이가 {\displaystyle i}인 열을 {\displaystyle k_{i}}개 갖는다. 예를 들어, 대표적인 복소 기약 표현의 최고 무게들은 다음과 같다.
| 표현                                                                                          | 최고 무게 (기본 무게 기저에 대한 계수)                                   | 영 타블로 |
| --------------------------------------------------------------------------------------------- | ------------------------------------------------------------------------ | --------- |
| 기본 {\displaystyle \mathbf {n} }                                                             | {\displaystyle (1,0,\dots ,0)}                                           | □         |
| 반기본 {\displaystyle {\bar {\mathbf {n} }}}                                                  | {\displaystyle (0,0,\dots ,1)}                                           | □ ⋮ □     |
| {\displaystyle k}차 대칭 텐서 {\displaystyle \textstyle \operatorname {Sym} ^{k}\mathbf {n} } | {\displaystyle (k,0,\dots ,0)}                                           | □…□       |
| {\displaystyle k}차 반대칭 텐서 {\displaystyle \textstyle \bigwedge ^{k}\mathbf {n} }         | {\displaystyle \textstyle (\overbrace {0,\dots ,0} ^{k-1},1,0,\dots ,0)} | □ ⋮ □     |
| 딸림 표현 {\displaystyle {\mathfrak {a}}_{n}}                                                 | {\displaystyle (1,1,0,\dots ,0)}                                         | □□ □      |

### Bn
단순 리 대수 {\displaystyle {\mathfrak {b}}_{n}={\mathfrak {o}}(2n+1)}은 {\displaystyle n}개의 단순근을 갖는다. 정규 직교 기저에 대하여, {\displaystyle {\mathfrak {b}}_{n}}의 기본 무게들은 다음과 같다.
{\displaystyle q^{1}=(1,0,0,\dots ,0,0)}
{\displaystyle q^{2}=(1,1,0,\dots ,0,0)}
{\displaystyle \vdots }
{\displaystyle q^{n-1}=(1,1,1,\dots ,1,0)}
{\displaystyle q^{n}={\frac {1}{2}}(1,1,1,\dots ,1,1)}
{\displaystyle q^{k}} ({\displaystyle 1\leq k\leq n-1})는 {\displaystyle k}차 완전 반대칭 텐서 표현에 대응한다. {\displaystyle q^{n}}은 디랙 스피너 표현이다.

### Dn
단순 리 대수 {\displaystyle {\mathfrak {d}}_{n}={\mathfrak {o}}(2n)}은 {\displaystyle n}개의 단순근을 갖는다. 정규 직교 기저에 대하여, {\displaystyle {\mathfrak {d}}_{n}}의 기본 무게들은 다음과 같다.
{\displaystyle q^{1}=(1,0,0,\dots ,0,0,0)}
{\displaystyle q^{2}=(1,1,0,\dots ,0,0,0)}
{\displaystyle \vdots }
{\displaystyle q^{n-2}=(1,1,1,\dots ,1,0,0)}
{\displaystyle q^{n-1}={\frac {1}{2}}(1,1,1,\dots ,1,1,-1)}
{\displaystyle q^{n}={\frac {1}{2}}(1,1,1,\dots ,1,1,1)}
{\displaystyle q^{k}} ({\displaystyle 1\leq k\leq n-2})는 {\displaystyle k}차 완전 반대칭 텐서 표현에 대응한다. {\displaystyle q^{n-1}}과 {\displaystyle q^{n}}은 바일 스피너 표현이다.

## 참고 문헌
- Fulton, William; Harris, Joe (1991). 《Representation theory: a first course》. Graduate Texts in Mathematics (영어) 129. Springer. doi:10.1007/978-1-4612-0979-9. ISBN 978-3-540-00539-1. ISSN 0072-5285. MR 1153249. Zbl 0744.22001.